# Seznam švicarskih kardinalov
Seznam švicarskih kardinalov.

## 16. stoletje
- Matthäus Schiner (1511-1522)

## 18. stoletje
- Hyacinthe-Sigismond (Jean-François) Gerdil (1777-1802)

## 19. stoletje
- Gaspard Mermillod (1890-1892)

## 20. stoletje
- Charles Journet (1965-1975)
- Benno Gut (1967-1970)
- Hans Urs von Balthasar (1988)
- Henri Schwery (1991-2021)
- Gilberto Agustoni (1994-2017)

## 21. stoletje
- Georges Cottier (2003-2016)
- Kurt Koch (2010-)
- Emil Paul Tscherrig (2023-)

(Anders Arborelius : švedski kardinal, rojen v Švici; od 2017)